# Суперкубок Йорданії з футболу 2021
Суперкубок Йорданії з футболу 2021  — 38-й розіграш турніру. Матч відбувся 4 квітня 2021 року між чемпіоном Йорданії клубом Аль-Вахдат та віце-чемпіоном Йорданії клубом Аль-Джазіра. Представника із Кубка Йорданії не було тому, що через пандемію COVID-19 у 2020 році змагання за Кубок не проводилися.
| Володар Суперкубка Йорданії 2021 |
| -------------------------------- |
|                                  |
| Аль-Вахдат Чотирнадцятий титул   |

## Матч

### Деталі
| 4 квітня 2021 18:00 (EEST) |

| Аль-Вахдат           | 2:0 | Аль-Джазіра |
| -------------------- | --- | ----------- |
| Зреїк 45' Авад 90+5' |     |             |

| Інтернаціональний стадіон, Амман |